# Bulbophyllum nemorale
Bulbophyllum nemorale är en orkidéart som beskrevs av Louis Otho Otto Williams. Bulbophyllum nemorale ingår i släktet Bulbophyllum och familjen orkidéer. Inga underarter finns listade i Catalogue of Life.